# معركة مونس
معركة مونس أول المهمات الكبرى لقوات الاستطلاع البريطانية في الحرب العالمية الأولى. كانت المعركة إحدى معارك الحدود، التي دارت بين قوات الحلفاء والقوات الألمانية على الحدود الفرنسية بالقرب من مونس. حاول الجيش البريطاني الحفاظ على خط قناة مونس - كوندي أمام هجمات الجيش الألماني الأولى. على الرغم من أن بريطانيا حاربت جيدًان وألحقت خسائر كبيرة بالألمان المتفوقين عدديًا، إلا أنهم إضطروا في نهاية المطاف للانسحاب نتيجة الزيادة العددية للألمان والانسحاب المفاجئ للجيش الخامس الفرنسي، مما عرض الجناح الأيمن للقوات البريطانية للخطر. في البداية، كان مخططًا أن يكون الانسحاب تكتيكي وبسيط، وأن ينفذ بطريقة جيدة، إلا أن الانسحاب البريطاني من مونس استمر لمدة أسبوعين نحو ضواحي باريس، قبل أن تتمكن من القيام بهجوم مضاد، بالتنسيق مع الفرنسيين في معركة المارن الأولى.